# Ruminghem Chinese Cemetery
Ruminghem Chinese Cemetery is een Britse militaire begraafplaats met slachtoffers uit de Eerste Wereldoorlog, gelegen in de Franse gemeente Ruminghem (departement Pas-de-Calais). De begraafplaats werd ontworpen door William Cowlishaw en ligt aan de Rue du Cimetière Chinois op 800 m ten westen van het centrum van Ruminghem (Église Saint-Martin).  
Ze heeft een rechthoekig grondplan met een oppervlakte van 340 m² en wordt omsloten door een muur van gekloven keien, afgedekt met rechtopstaande breukstenen. De toegang bestaat uit een tweedelig metalen hek.
De begraafplaats wordt onderhouden door de Commonwealth War Graves Commission.
Er liggen 75 Chinese arbeiders begraven. Zij behoorden tot het Chinese Labour Corps dat onder Brits militair gezag stond.

## Geschiedenis
Het hoofdkantoor van Labour Group no. 11 en een Chinees ziekenhuis waren in Ruminghem gestationeerd. De begraafplaats werd gebruikt van augustus 1917 tot juli 1919. Bij de 75 slachtoffers zijn er 39 die vanuit de ontruimde Chinese begraafplaats in Saint-Pol-sur-Mer werden overgebracht. 